# تروي أوليري
تروي أوليري (بالإنجليزية: Troy O'Leary) هو لاعب كرة قاعدة أمريكي، ولد في 4 أغسطس 1969 في كومبتون في الولايات المتحدة.

## وصلات خارجية
- تروي أوليري على موقعبيزبول رفرنس.كوم (الدوري الرئيسي) (الإنجليزية)
- تروي أوليري على موقعبيزبول رفرنس.كوم (الدوري الثانوي) (الإنجليزية)